# Rhopalizus
Rhopalizus è un genere di coleotteri appartenente alla famiglia Cerambycidae.

## Tassonomia
- Rhopalizus chlorolineatus Quedenfeldt, 1882
- Rhopalizus dorsalis Hintz, 1919
- Rhopalizus euporidus Jordan, 1894
- Rhopalizus femoralis Hintz, 1919
- Rhopalizus laetus Lameere, 1893
- Rhopalizus laevicollis Hintz, 1916
- Rhopalizus nitens (Fabricius, 1781)
- Rhopalizus schweinfurthi Schmidt, 1922